# 1976 en Suisse
Chronologie de la Suisse
- 1972
- 1973
- 1974
- 1975
- 1976
- 1977
- 1978
- 1979
- 1980

Chronologie de la Suisse
1975 en Suisse - 1976 en Suisse - 1977 en Suisse

## Gouvernement au1erjanvier 1976
- Conseil fédéral[1]:
  - Rudolf Gnägi UDC, président de la Confédération
  - Kurt Furgler PDC, vice-président de la Confédération
  - Pierre Graber PSS,
  - Ernst Brugger PRD
  - Hans Hürlimann PDC
  - Georges-André Chevallaz PRD
  - Willi Ritschard PSS

## Évènements

### Janvier
Jeudi 8 janvier 
- Le groupe Von Roll annonce une réduction de ses effectifs de 300 à 400 personnes entre janvier en avril 1976.

 Vendredi 16 janvier 
- 180 personnes occupent les ateliers de Bulova à Neuchâtel pour protester contre le transfert des chaînes de remontage de Neuchâtel à l’usine principale de Bienne.

 Lundi 19 janvier 
- La Télévision suisse romande présente le premier numéro d’A bon entendeur, animé par Catherine Wahli.

 Mercredi 21 janvier 
- Grève des ouvriers du Courrier à Genève. Le quotidien ne parait pas durant 5 jours.

 Mardi 27 janvier 
- Décès à Zumikon (ZH), à l’âge de 89 ans, de Max Daetwyler, apôtre de la paix.

### Février
Lundi 9 février 
- Aux Jeux olympiques d’Innsbruck, le Grison Heini Hemmi remporte le titre de champion olympique de slalom géant (ski alpin).

 Vendredi 13 février 
- Décès à Muriaux (JU), à l’âge de 70 ans, du peintre Coghuf.

 Samedi 14 février 
- Sept personnes perdent la vie et quarante sont blessées dans une collision entre deux automotrices à proximité d’Essert-sous-Champvent, sur la ligne du Chemin de fer Yverdon-Sainte-Croix.

 Mercredi 18 février 
- Le Conseil fédéral reconnaît l’indépendance de l’Angola.

 Mardi 24 février 
- L’ancien conseiller national Gaston Clottu (PLS, NE) présente son rapport intitulé Éléments pour une politique culturelle en Suisse, rédigé dans le but de donner une base constitutionnelle à l’encouragement fédéral de la culture.

### Mars
Mardi 2 mars 
- Pour la première fois de son histoire, le HC Langnau devient champion de Suisse de hockey-sur-glace.

 Dimanche 7 mars 
- Décès à Lausanne, à l’âge de 93 ans, de l’enseignante et militante du Service civil international Hélène Monastier.

 Dimanche 14 mars 
- Un attentat contre le Palais fédéral, à Berne, est déjoué.

 Dimanche 21 mars 
- Votations fédérales. Le peuple rejette, par 966 140 non (66,3 %) contre 472 094 oui (32,4 %), l'Initiative populaire « pour la participation des travailleurs » (initiative populaire sur la participation).
- Votations fédérales. Le peuple rejette, par 974 695 non (66,9 %) contre 431 690 oui (29,6 %), le contre-projet du Conseil fédéral à l'initiative populaire sur la participation.
- Votations fédérales. Le peuple rejette, par 819 830 non (57,8 %) contre 599 053 oui (42,2 %), l'initiative populaire « pour la réforme fiscale ».
- Élections cantonales à Bâle-Ville. Eugen Keller (PDC), Edmund Wyss (PSS), Lukas Burckhardt (PLS), Max Wullschleger (PSS), Arnold Schneider (PRD) et Kurt Jenny (PRD) sont élus au Conseil d’Etat lors du 1er tour de scrutin.
- Élections cantonales à Saint-Gall. Gottfried Hoby (PDC), August Schmuki (PDC), Willy Hermann (PRD), Florian Schlegel (PSS), Willy Geiger (PRD), Ernst Rüesch (PRD) et Edwin Koller (PDC) sont élus au Conseil d’Etat lors du 1er tour de scrutin.

### Avril
Vendredi 2 avril 
- Première édition du Paléo Festival Nyon (VD) sous le nom de First Folk Festival.

 Dimanche 4 avril 
- Élections cantonales à Bâle-Ville. Hansruedi Schmid (sans parti) et Karl Schnyder (PSS) sont élus au Conseil d’État lors du 2e tour de scrutin.
- Décès à Wohlen (BE), à l’âge de 74 ans, du biologiste Ernst Hadorn.

 Lundi 5 avril 
- Parution du pamphlet Une Suisse au-dessus de tout soupçon, dû au sociologue Jean Ziegler, conseiller national.

 Dimanche 11 avril 
- Élections cantonales à Schwytz. Josef Diethelm, Hans Fuchs, Xaver Reichmuth, Karl Bolfing, Rudolf Sidler, Josef Feusi et Heinrich Kistler sont élus au Conseil d’Etat lors du 1er tour de scrutin.

 Jeudi 22 avril 
- Décès à Genève, à l’âge de 90 ans, de l’écrivain Jacques Chenevière.

 Mercredi 28 avril 
- A  Sant'Antonio (TI), un bus scolaire franchissant un passage à niveau non gardé est happé par un train. Le chauffeur et sept élèves sont tués sur le coup.

### Mai
Samedi 1er mai
- Inauguration de la Maison d'Ailleurs, à Yverdon-les-Bains (VD).

 Lundi 10 mai 
- Manifestation paysanne à Berne : 200 aviculteurs du Suisse romande expriment leur colère face au prix des œufs et aux importations. Ils déversent 1 200 poules et les abandonnent sur la place Fédérale. De nombreux volatiles sont écrasés par des véhicules.

### Juin
Samedi 5 juin 
- Cinq personnes sont abattues dans une maison de campagne près de Seewen (SO). Le meurtrier ne sera jamais retrouvé.

 Dimanche 13 juin 
- Votations fédérales. Le peuple rejette, par 654 233 non (51,1 %) contre 626 134 oui (48,9 %), la loi fédérale sur l'aménagement du territoire.
- Votations fédérales. Le peuple rejette, par 713 987 non (56,4 %) contre 550 865 oui (43,6 %), la conclusion d'un accord entre la Confédération suisse et l'Association internationale de développement (IDA) relatif à un prêt de 200 millions de francs.
- Votations fédérales. Le peuple approuve, par 866 211 oui (68,3 %) contre 402 550 non (31,7 %), la nouvelle conception de l'assurance-chômage.
- Élection complémentaire à Berne. Kurt Meyer (PSS) est élu au Conseil d’Etat lors du 1er tour de scrutin.
- Le FC Zurich s’adjuge, pour la huitième fois de son histoire, le titre de champion de Suisse de football.
- Décès à Zurich, à l’âge de 55 ans, du pianiste d’origine hongroise Géza Anda.

 Vendredi 18 juin 
- Le Néerlandais Hennie Kuiper remporte le Tour de Suisse cycliste

### Juillet
Samedi 10 juillet 
- A Seveso, en Lombardie, de la dioxine s’échappe de l’usine Icmesa appartenant au groupe suisse Givaudan. Cette catastrophe causera la mort de 3 300 animaux domestiques et il faudra abattre près de 70 000 têtes de bétail.

 Dimanche 11 juillet 
- Les tramways de la ligne Neuchâtel-Corcelles-Cormondrèche sont remplacés par des trolleybus.

 Dimanche 18 juillet 
- Après une longue période de sècheresse, la pluie fait son apparition. Un déluge s’abat sur la région de Morges (VD). 600 voitures se retrouvent bloquées sur l’autoroute Lausanne-Genève.

 Samedi 24 juillet 
- Marcel Lefebvre, fondateur du mouvement traditionaliste catholique, est suspendu par le pape Paul VI.
- Six wagons d’un train direct en provenance de Vintimille se couchent à la sortie du tunnel du Simplon, peu avant la gare de Brigue (VS). Six personnes trouvent la mort dans cette catastrophe ferroviaire.

 Vendredi 30 juillet 
- Aux Jeux olympiques de Montréal, la Saint-Galloise Christine Stückelberger remporte le titre de championne olympique de dressage (hippisme).

### Août
Lundi 2 août 
- Pour son opération estivale, la Radio suisse romande sillonne la Suisse romande avec une diligence, à l’enseigne de Faites Diligence.

 Lundi 9 août 
- Le brigadier Jean-Louis Jeanmaire, ex-chef d’armes des troupes de la protection aérienne, est arrêté pour espionnage au profit de l’URSS.
- A Couvet (NE), 600 ouvriers de l’entreprise Edouard Dubied se mettent en grève pour protester contre la suppression progressive du 13e salaire.

### Septembre
Jeudi 2 septembre 
- Pour s’insurger contre les importations de fruits et légumes, des agriculteurs barrent la route du Simplon et arraisonnent trois camions transportant en Suisse des centaines de cageots de pêches italiennes. Plus de trente tonnes de fruits sont déversés sur la chaussée.

 Vendredi 3 septembre 
- Inauguration de la Station fédérale de recherches agricoles de Grangeneuve (FR).

 Mercredi 8 septembre 
- Un train happe un groupe de cheminots en gare de Dietikon ZH. Six ouvriers sont tués sur le coup.

 Dimanche 26 septembre 
- Votations fédérales. Le peuple rejette, par 696 039 non (56,7 %) contre 531 328 oui (43,3 %), l’article sur la radiodiffusion et la télévision.
- Votations fédérales. Le peuple rejette, par 939 713 non (75,7 %) contre 301 587 oui (24,3 %), l'initiative populaire « Assurance responsabilité civile pour les véhicules à moteurs et les cycles ».
- Élections cantonales à Schaffhouse. Kurt Amsler (PRD), Ernst Neukomm (PSS), Paul Harnisch (PSS), Bernhard Stamm (PRD) et Kurt Waldvogel (UDC) sont élus au Conseil d’Etat lors du 1er tour de scrutin.

### Octobre
Vendredi 1er octobre 
- Inauguration du barrage franco-suisse d’Émosson (VS).

 Lundi 4 octobre 
- Mise en service du nouveau billet de 100 francs à l’effigie de l’architecte Francesco Borromini.

 Mardi 19 octobre 
- Décès à Locarno (TI), à l’âge de 73 ans, du pianiste Paul Baumgartner.

 Mardi 26 octobre 
- Ouverture du Tunnel du Sonnenberg, d’une longueur de 1,2 km, qui permet à l'autoroute A2 de contourner la ville de Lucerne.

### Novembre
Mardi 2 novembre 
- Décès à Zurich, à l’âge de 32 ans, de l’écrivain alémanique Fritz Zorn.

 Mercredi 10 novembre 
- Décès à Moudon (VD), à l’âge de 79 ans, du poète Gustave Roud.

 Dimanche 14 novembre 
- Élections cantonales à Fribourg. Rémi Brodard (PDC) est élu au Conseil d’État lors du 1er tour de scrutin.

 Vendredi 26 novembre 
- Congrès de l’Internationale socialiste à Genève.

 Lundi 29 novembre 
- A Zurich, un groupe d’activistes, le Manifeste démocratique, découvre qu’un politicien, Ernst Cincera, a constitué des fichiers de renseignements sur des personnes et des mouvements de gauche.

### Décembre
Dimanche 5 décembre 
- Votations fédérales. Le peuple approuve, par 1 108 413 oui (70,3 %) contre 467 253 non (29,7 %), l’arrêté fédéral sur la politique du marché de l'argent et du crédit.
- Votations fédérales. Le peuple approuve, par 1 365 788 oui (82,0 %) contre 299 367 non (18,0 %), l’arrêté fédéral sur la surveillance des prix.
- Votations fédérales. Le peuple rejette, par 1 315 822 non (78,0 %) contre 370 228 oui (22,0 %), l'initiative populaire « Introduction de la semaine de 40 heures »
- Élections cantonales à Fribourg. Arnold Waeber (PDC), Pierre Dreyer (PDC), Marius Cottier (PDC), Ferdinand Masset (PRD), Hans Baechler (PRD) et Joseph Cottet (UDC) sont élus au Conseil d’Etat lors du 2e tour de scrutin.

 Samedi 18 décembre 
- L’URSS et le Chili échangent Vladimir Boukovsky, dissident russe, et Luis Corvalán, ancien leader communiste chilien, à l’aéroport de Zurich-Kloten.